# Radek Zlatník
Radek Zlatník (* 4. března 1976) je bývalý český fotbalista, záložník.

## Fotbalová kariéra
V české lize hrál za FK Teplice. Nastoupil v 5 ligových utkáních. V nižších soutěžích hrál i za B-tým AC Sparta Praha. Za reprezentaci do 18 let nastoupil ve 4 utkáních.

## Ligová bilance
| Ročník                       | Zápasy | Góly | Klub              |
| ---------------------------- | ------ | ---- | ----------------- |
| Česká fotbalová liga 1993/94 | -      | 0    | AC Sparta Praha B |
| Česká fotbalová liga 1994/95 | -      | 0    | AC Sparta Praha B |
| Česká fotbalová liga 1995/96 | -      | 1    | AC Sparta Praha B |
| Česká fotbalová liga 1996/97 | -      | 0    | AC Sparta Praha B |
| Gambrinus liga 1997/98       | 5      | 0    | FK Teplice        |
| CELKEM 1. česká liga         | 5      | 0    |                   |